# ده کندل (هیرمند)
ده کندل یک روستا در ایران است که در استان سیستان و بلوچستان واقع شده‌است. ده کندل ۱۶۵ نفر جمعیت دارد.